# Kanton Bayonne-Est
Der Kanton Bayonne-Est war von 1973 bis 2015 ein französischer Wahlkreis im Arrondissement Bayonne im Département Pyrénées-Atlantiques in der Region Aquitanien.

## Geografie
Der Kanton grenzte im Norden an den Kanton Saint-Martin-de-Seignanx im Arrondissement Dax im Département Landes, im Osten und Süden an den Kanton Saint-Pierre-d’Irube und im Westen an die Kantone Bayonne-Ouest und Bayonne-Nord.

## Gemeinden
Der Kanton umfasste einen Teil der Gemeinde Bayonne. Bayonne war bis 2015 in drei Kantone geteilt, hier handelte es sich um einen weniger bevölkerungsreichen Teil der Stadt.